# 母恋めし
母恋めし（ぼこいめし）は、北海道室蘭市で販売されている駅弁である。

## 概要
室蘭港に隣接するレジャー施設エンルムマリーナの1階にある、元はホッキ貝工芸作品と銀製アート作品の店としてスタートした喫茶店「ブロートン99」が「母恋めし本舗」の名称で製造している。ブロートン99にて工芸品を作る際、余った身を炊き込みご飯にしたのが母恋めしの原型となった。
北海道旅客鉄道（JR北海道）室蘭本線母恋駅の売店やブロートン99（母恋めし本舗 本店）のほか、道の駅みたら室蘭、室蘭市内のグリンデパートで販売されている。グリンデパートでの購入には、予約を要する。
弁当の中身は、ホッキガイの炊き込みご飯のおにぎり2個、燻製卵、スモークチーズと漬物、ハッカ飴がつく。残ったら持って帰れるようにとの配慮からラップで個別包装されている。炊き込みご飯の出汁には室蘭沖で採れるヤヤン昆布を使用している。
なお、母恋の語源はアイヌ語で「ホッキ貝のたくさんある場所」を意味する「ポク・オイ」「ポクセイ・オ・イ」とされている。2022年7月には、ホッキ貝の禁漁や貝毒発生によりホッキ貝の安定供給が困難になったことから、期間限定で「ほたての母恋めし」の製造・販売を開始した。